# Georges Schwizgebel
Pour les articles homonymes, voir Schwizgebel.
Georges Schwizgebel est un réalisateur de cinéma d'animation suisse, né en 1944 à Reconvilier, dans le Canton de Berne (Jura bernois). Il est une des grandes figures du cinéma d'animation suisse. Son style est marqué par une approche picturale forte (on parle parfois à son propos de « peinture animée ») et la place prépondérante qu'il fait à la musique.

## Biographie
Il suit de 1960 à 1965, la section graphisme de l'École des Beaux-Arts et Arts-Décoratifs de Genève.
Il crée en 1971, le studio d'animation Studio GDS avec Claude Luyet et Daniel Suter, qui produit travaux de commandes et travaux personnels.
Ses œuvres ont été plusieurs fois primées dans différents festivals du monde. Différentes rétrospectives ont été présentées à Nuremberg, Stuttgart, Tokyo, Osaka, Annecy, Montréal, Paris et New York.
En 2012, l'artiste a donné quelques dessins sur papier, peintures sur cellulo et pastels à la Cinémathèque suisse, constituant ainsi des Papiers Georges Schwizgebel.
Il reçoit deux fois le Prix du cinéma suisse : en 2002, pour La Jeune Fille et les Nuages, et en 2016, pour Le roi des Aulnes (Erlkönig).
En 2017, le Festival international du film d'animation d'Annecy lui remet un Cristal d'honneur pour l'ensemble de sa carrière. En 2024, les Journées de Soleure mettent à l'honneur les trois fondateurs du studio GDS.
Son fils, le pianiste Louis Schwizgebel-Wang, interprète la musique dans certains de ses films.

## Œuvre
Sur le plan thématique, le cinéma de Georges Schwizgebel induit une vision baroque du monde, proche de l'esprit des vanités de la peinture du XVIIe siècle. Le recours aux mouvements spiralés, à la figure du squelette et à diverses évocations du vide et de la mort qui succèdent à l'agitation, au jeu et à la fête font de plusieurs de ses courts métrages une réflexion sur la futilité de l'existence et l'inexorabilité de la mort. La Course à l'abîme, construit autour d'un air de La damnation de Faust de Berlioz, est sur ce plan une œuvre exemplaire.
Certains de ses films reposent sur une inspiration mythologique : Icare (Le vol d'Icare), Frankenstein (Le Ravissement de Frank N. Stein), Faust (La course à l'abîme ; L'homme sans ombre), mais la peinture demeure sa principale source référentielle : Le sujet du tableau raconte la quête d'un personnage circulant d'un tableau à un autre, de Vermeer à Manet, en passant par Velasquez, tandis que La bataille de San Romano propose une relecture du célèbre tableau de Paolo Ucello. Ailleurs dans son œuvre on trouve des citations de Matisse, de De Chirico, de Braque.
Enfin, Schwizgebel préfère la musique à la conception sonore, la plupart de ses films reposant essentiellement sur une pièce musicale : une valse musette pour 78 tours, un extrait de l'opéra La damnation de Faust pour La course à l'abîme, une composition originale de Michèle Bokanowski dans Fugue, le scherzo du Concerto pour piano no 2 de Prokofiev dans Jeu, l'allegro scherzando de la Sonate pour violoncelle et piano de Rachmaninov dans Romance (en), la transcription pour piano seul écrite par Franz Lizst du lied Erlkönig de Schubert dans Le roi des aulnes, etc.

## Filmographie
- 1970 : Patchwork (coréalisateur)
- 1974 : Le Vol d'Icare
- 1975 : Perspectives
- 1977 : Hors-jeu
- 1982 : Le Ravissement de Frank N. Stein
- 1985 : 78 Tours
- 1986 : Nakounine (court-métrage documentaire)
- 1987 : Academy Leader Variations (coréalisateur)
- 1989 : Le Sujet du tableau
- 1992 : La Course à l'abîme
- 1995 : L'Année du daim
- 1996 : Cyclades (coréalisateur)
- 1996 : Zig-Zag
- 1998 : Fugue
- 2001 : La Jeune Fille et les Nuages, Prix du cinéma Suisse 2002.
- 2004 : L'homme sans ombre
- 2006 : Jeu
- 2007 : Animatou (coréalisateur)
- 2008 : Retouches
- 2011 : Romance (en)
- 2012 : Chemin Faisant
- 2012 : 1/3/10
- 2015 : Le Roi des Aulnes (Erlkönig)
- 2017 : La bataille de San Romano
- 2020 : Le journal de Darwin
- 2023 : D'une peinture à l'autre

## DVD
- Les Films de Georges Schwizgebel édité par l'Office national du film du Canada, regroupe 13 œuvres personnelles.
- En 2016, la Cinémathèque suisse a publié un DVD comprenant 15 films de l'animateur romand dont 11 restaurés par l'institution en collaboration avec le cinéaste[14].

### Vidéographie
- Patricia Plattner, « Des tableaux qui bougent », sur Chaîne Youtube de la RTS, 1990 (consulté le 8 janvier 2024).